# Államok vezetőinek listája 994-ben
Ezen az oldalon a 994-ben fennálló államok vezetőinek névsora olvasható földrészek, majd országok szerinti bontásban.

## Európa
- Angol Királyság – II. Tanácstalan Ethelred király (978–1016)
- Areláti Királyság – III. Rudolf király (993–1032)
- Bizánci Birodalom – II. Baszileiosz császár (976–1025)
- Bretagne – I. Gotfried Bretagne hercege (992–1008)
- Bulgária – 
Roman cár (977–997) társuralkodó
Sámuel cár (977–997) társuralkodó
- Dánia – I. Villásszakállú Svend király (986–1014)
- Duklja – Iván Vlagyimir herceg (990–1016)
- Gascogne-i Hercegség (Nyugat-Frankföld vazallusa) – II. Vilmos, Gascogne hercege (kb. 961–996)
- Hispania –
  - Barcelonai Grófság –III.Borrell gróf  (993–1017)
  - Kasztíliai Grófság – I. García gróf (970–995)
  - Córdobai Kalifátus – II. Hisám kalifa (976–1008)
A hatalom tényleges birtokosa: Al-Manszúr ibn Abi Aamir, az előző kalifa főtanácsosa, (978–1002)
  - Leóni Királyság – II. Köszvényes Bermudo leóni király (985–999)
    - Első portugál grófság – Gonçalo gróf (950–999)

  - Pamplonai Királyság –
    1. II. Sancho király (970–994)
    2. IV. Félénk García király (994–1000)

  - Pallars grófság – I. Ermengol gróf (992–1010) és I. Borrell gróf (948–995) társuralkodók
  - Ribagorça grófság – Isarn gróf (990–1003)
- Horvát Királyság – Stjepan Držislav horvát király (969–997)
- Írország – III. Máel Sechnaill ír főkirály (980–1002)
  - Ailech – Áed mac Domnaill Ua Néill király (989–1004)
  - Connacht – Cathal mac Conchobar mac Taidg, Connacht királya (973–1010)
  - Uí Maine – Tadhg Mór Ua Cellaigh, Uí Maine királya (985–1014)
  - Leinster – Donnchad mac Domnall Claen király (984–1003)
  - Meath – Máel Sechnaill mac Domnaill, Meath királya (975/976–1022)
  - Munster – Brian Boru, Munster királya (978–1014)
- Kaukázus –
  - Ibériai Királyság –
    1. II. Bagrat herceg (958–994)
    2. II. Gurgen herceg (994–1008)

  - Kaheti Hercegség – Dávid herceg (976–1010)
  - Ani (Örményország) – I. Gagik király (989–1020)
- Kijevi Rusz – I. Nagy Vlagyimir fejedelem (980–1015)
  - Polocki Fejedelemség – I. Izjaszláv fejedelem (988–1001)
- Lengyelország – I. Vitéz Boleszláv király (992–1025)
- Magyar Fejedelemség – Géza fejedelem (972–997)
- Német-római Birodalom – III. Ottó császár (983–1002)
  - Német Királyság
    - Ausztria –
      1. I. Lipót őrgróf (976–994)
      2. I. Henrik őrgróf (994–1018)

    - Bajorország – II. Civakodó Henrik herceg (985–995)
    - Csehország – II. Jámbor Boleszláv cseh fejedelem (967–999)
    - Karinthia – II. Civakodó Henrik herceg (989–995)
    - Kölni Választófejedelemség – Everger érsek (985–999)
    - Lotaringia –
      - Alsó-Lotaringia – Ottó herceg (991–1012)
      - Felső-Lotaringia – I. Dietrich herceg (978–1026)
      - Fríziai grófság – III. Dirk holland gróf (993–1039)
      - Hainaut-i grófság – II. Godfrey gróf (973–998)

    - Mainzi Választófejedelemség – Szent Willigis érsek (975–1011)
    - Meißeni Őrgrófság – II. Ekkehard őrgróf (985–1002)
    - Svábföld – I. Konrád herceg (982–997)
    - Szászország – I. Bernát szász őrgróf (973–1011)
    - Trieri Választófejedelemség – Liudolf érsek (994–1008)

  - Itáliai Királyság – 
    - Amalfi Köztársaság – I. Mansone herceg (966–1004)
    - Aquileia – IV. János pátriárka (984–1017)
    - Beneventói Hercegség – II. Öreg Pandulf herceg (981–1014)
    - Capuai Hercegség – politikai instabilitás (993–1000)
    - Gaetai Hercegség – III. János herceg (984–1008)
    - Milánó – II. Landolfo da Carcano milánói érsek (980–998)
    - Nápolyi Hercegség – III. Sergius herceg (992–999)
    - Salernói Hercegség –
      1. II. Átkozott János herceg (983–994)
      2. III. Guaimar herceg (994–1027)

    - Spoletói Hercegség – Nagy Hugó őrgróf (989–1001)
    - Toszkána – Nagy Hugó őrgróf (961–1001)
    - Velencei Köztársaság – II. Pietro Orseolo, dózse (991–1009)
- Norvégia – Nagy Haakon Jarl király (976–995)
- Nyugat-Frankföld – Capet Hugó király (987–996)
  - Angoulême-i grófság – IV. Vilmos gróf (988–1028)
  - Anjou grófság – III. Fekete Fulkó gróf (987–1040)
  - Aquitania – V. Nagy Vilmos herceg (993–1030)
  - Blois-i Grófság – I. Odó gróf (975–995)
  - Burgundi Hercegség – I. Henrik herceg (965–1002)
  - Cambrai Grófság – II. Arnulf gróf (967–1007)
  - Champagne – III. Herbert gróf (967–995)
  - Flamand grófság – IV. Szakállas Balduin gróf (988–1035)
  - Maine-i grófság – III. Hugó gróf (992–1015)
  - Namuri Őrgrófság – I. Albert namuri gróf (974/980–1010)
  - Normandia – I. Richárd herceg (942–996)
  - Párizsi grófság – Capet Hugó párizsi gróf (956–996)
  - Provence – I. Rotbald provence-i gróf (961–1008)
  - Toulouse-i grófság – III. Vilmos toulouse-i gróf (978–1037)
  - Vermandois-i grófság – II. Albert gróf (993–1015)
- Pápai állam – XV. János pápa (985–996)
- Skót Királyság – II. Testvérgyilkos Kenneth skót király (971–995)
- Svédország –
  -     1. VI. Győztes Erik király (970–994)
    2. III. Kincses Olaf király (994–1021/1022)
- Wales –
  - Deheubarth – Maredudd ab Owain király (986–999)
  - Gwynedd – Maredudd ab Owain király (986–999)
  - Powys – Maredudd ab Owain herceg (986–999)

## Afrika
- Egyiptom – Al-Azíz Billah fátimida kalifa (975–996)
- Etiópia – Jan Szejum etióp császár (959–999)
- Ifríkija – al-Manszúr ibn Buluggín zírida emír (984–996)
- Makuria – II. Georgiosz király (969–kb. 1002)
- Marokkó (Tanger és a Ríf környéke) – II. Hisám córdobai kalifa (976–1008)
- A hatalom tényleges birtokosa: Al-Manszúr ibn Abi Aamir, az előző kalifa főtanácsosa, (978–1002)

## Ázsia
- Abbászida Kalifátus –
  - Uralkodó – al-Kadir (991–1031)
  - a hatalom tényleges birtokosa: – Bahá ad-Daula buvajhida főemír (989–1012)
  - Perzsia –
  - Uralkodó – Samsz al-Muali Abú l-Haszan Gabúsz ibn Vusmgir zijárida uralkodó (976–1012)
    - Aleppói Emírség – Szaid ad-Daula Szaid hamdánida emír (991–1002)
    - Dzsibáli Emírség – Fahr ad-Daula buvajhida emír (984–997)
    - Fárszi Emírség – Szamszám ad-Daula buvajhida emír (989–998)
    - Gorgán és Tabarisztán – Kábúsz Vusmgír zijárida emír (977–1012)
    - Horászán és Transzoxánia – II. Núh számánida emír (976–997)
    - Kermáni Emírség – Szamszám ad-Daula buvajhida emír (989–998)
    - Moszuli Emírség – Abu Tahir Ibrahim és Abu ’Abdallah Huszein, (981–997)
    - Szisztán – I. Khalaf szaffárida emír (963–1002)
- Bizánci Birodalom – II. Baszileiosz császár (976–1025)
- Gaznavida Birodalom – Abú Manszúr Szebüktigin emír (977–997)
- India –
  - Csálukja – II. Tailapa király (973–997)
  - Csola – I. Rádzsarádzsa Csola király (985–1012)
  - Kamarúpa – Gopála király (990–1015)
  - Keralaputra – I. Bhaszkara Ravivarman király (962–1019)
  - Manipur – Kainou Irengba király (983–1073)
  - Nyugat-Ganga – Rakkasza Ganga király (985–1024)
  - Orissza – II. Mahasivagupta király (Darmarata) (980–1005)
  - Pála Birodalom – Mahipála király (985–1036)
  - Pratihara – Radzsjapála császár (kb. 960–1018)
  - Szaurastra – I. Kavat király (982–1003)
- Japán – Icsidzsó császár (986–1011)
- Jemen – ad-Da’i Juszuf rasszida imám (977–999)
- Khmer Birodalom – V. Dzsajavarman, Angkor királya (császára) (968–1001)
- Kína – Taj-cung, Szung császár (976–997)
- Kitán Birodalom (Liao-dinasztia) – Seng Cung (Shengzōng) császár (982–1031)
- Korea (Korjo-dinasztia) – Szongdzsong király (981–997)
- Mataram Királyság – Dharmavangsza (991–1016)